# Nomada undulaticornis
Nomada undulaticornis är en biart som beskrevs av Cockerell 1906. Nomada undulaticornis ingår i släktet gökbin, och familjen långtungebin. Inga underarter finns listade i Catalogue of Life.